# 蒼白小銀漢魚
蒼白小銀漢魚（学名：Atherinella pallida）為輻鰭魚綱銀漢魚目擬銀漢魚科的其中一種，其种加词“pallida ”意为“淡色的”。分布於中東太平洋巴拿馬Rey及Perlas群島海域，為熱帶魚類，棲息在底中層水域，生活習性不明。